# El Coso (Huesca)
El Coso en la ciudad altoaragonesa de Huesca es una larga calle que rodea la antigua muralla oscense, excepto en su parte nororiental junto al río Isuela (la ronda de la Misericorida). Actualmente, se trata de una zona principalmente comercial. Cabe resaltar que la mayoría de los edificios siguen el estilo arquitectónico de principios del siglo XX.

## El Coso Alto
El Coso Alto corresponde al tramo entre las Cuatro Esquinas y la avenida de Monreal. El comercio se encuentra mayormente en su zona sur. En dirección norte, en la parte derecha, se encuentran edificios oficiales y de especial interés como: el edificio de Correos, la iglesia de la Compañía (oficialmente: iglesia de San Vicente el Real), la fundación Anselmo Pie y el teatro Olimpia. En la parte izquierda se encuentran un antiguo palacio (que funciona como oficina principal de la CAI), el colegio de Santa Ana, otro antiguo palacio que funciona como oficina principal de Ibercaja y la Escuela de Restauración.
El nombre de Coso Alto se debe a que lleva (a través de la avenida Doctor Artero) a Jaca, en el Pirineo.
Esta céntrica calle oscense sirve de separación entre los barrios del Casco Antiguo (parroquias de la Catedral y de San Pedro el Viejo) y María Auxiliadora (al norte) y San José (al sur).

## El Coso Bajo
El Coso Bajo corresponde al tramo entre las Cuatro Esquinas y la ronda de la Misericordia, cuya unión se encuentra aproximadamente en la plaza de Santo Domingo. Esta calle es eminentemente comercial.
El nombre de Coso Bajo se debe a que lleva (a través de la avenida Ramón y Cajal) a Barbastro.
Sirve de separación entre los barrios del Casco Antiguo (parroquia de San Pedro el Viejo) y San Lorenzo (al sur) y Santo Domingo y San Martín (al norte).
- Datos: Q5821604
- Multimedia: El Coso, Huesca / Q5821604